# M&W
M&W é o sétimo álbum de estúdio da banda japonesa de rock SID, lançado em 1 de agosto de 2012 pela Ki/oon Records.
Os singles do álbum são "Itsuka", usado no programa de televisão Countdown TV, "Fuyu no Bench", "Nokoriga", tema do programa Sukkiri! e "S", tema do filme Sadako 3D. O título significa Men&Women (Homens&Mulheres) e expressa a relação entre os dois. O site CD Journal, em crítica ao álbum, comentou que SID se inclina mais para o J-pop do que visual kei nesta gravação.

## Promoção e lançamento
Em maio de 2012, foram lançados os singles "Nokoriga" e "S", que foi usado como tema do filme Sadako 3D. Um comercial do álbum exibiu a personagem Sadako entrando no quarto de uma fã e um programa sobre o filme foi transmitido no dia 11 de maio no Nico Nico Douga, apresentando Sid, Sadako e os produtores do filme.
Em junho, a data de lançamento do álbum foi anunciada: 1 de agosto. Foi lançado em três edições, a edição regular e as edições limitadas A e B, estas com um DVD bônus.
Em 1 de junho, dois meses antes do álbum ser lançado, SID embarcou na turnê Tour 2012 M&W preview, como uma preparação para o álbum, contando com 19 shows em 13 locais. Em 1 de setembro começaram a turnê principal, Tour 2012 M&W, que contou com 42 shows e um público cumulativo de 100,000 pessoas no total. Em novembro, uma edição extra da turnê chamada Tour 2012 M&W Extra teve as duas primeiras apresentações de SID em Taiwan, que originalmente seria uma, porém um segundo show foi adicionado devido a alta demanda. Um total de 2600 pessoas compareceram nos dois shows, enquanto os ingressos esgotaram em dez minutos, e cerca de 400 fãs encontraram Sid no aeroporto.

## Desempenho comercial
O álbum alcançou a terceira posição na Oricon Albums Chart e permaneceu por nove semanas na parada. Na parada G-Music J-POP/K-POP de Taiwan, chegou ao primeiro lugar, enquanto alcançou a décima posição no ranking geral.
"Nokoriga" ficou em 11° lugar na Billboard Japan, enquanto "S" estreou em 4 lugar.

## Faixas
Todas as letras escritas por Mao. 
| Edição regular |                                            |                |         |  |
| N.º            | Título                                     | Música         | Duração |  |
| 1.             | "Konagona" (コナゴナ)                      | Shinji         | 4:15    |  |
| 2.             | "Ghost Apartment" (ゴーストアパートメント) | Aki            | 3:28    |  |
| 3.             | "Fuyu no Bench" (冬のベンチ)               | Yūya           | 5:03    |  |
| 4.             | "Ito" (糸)                                 | Aki            | 4:14    |  |
| 5.             | "Café de Bossa"                            | Yūya           | 4:10    |  |
| 6.             | "S"                                        | Aki            | 3:29    |  |
| 7.             | "MOM"                                      | Shinji         | 3:35    |  |
| 8.             | "Itsuka" (いつか)                          | Shinji         | 4:50    |  |
| 9.             | "Dress Code" (ドレスコード)                | Aki            | 2:59    |  |
| 10.            | "gossip!!"                                 | Aki            | 3:57    |  |
| 11.            | "Nokoriga" (残り香)                        | Yūya           | 5:10    |  |
| Duração total: | Duração total:                             | Duração total: | 45:15   |  |

| Faixas bônus da edição limitada A |                                                                                                |         |  |
| N.º                               | Título                                                                                         | Duração |  |
| 1.                                | "DVD TOUR 2012 『M&W』 Preview live ver. A" (特典DVD TOUR 2012 『M&W』previewライブ映像Ver. A) |         |  |

| Faixas bônus da edição limitada B | |         |  |
| N.º                               | Título                                                                                             | Duração |  |
| 1.                                | "DVD TOUR 2012 『M&W』 Preview live ver. B" (初回特典DVD TOUR 2012 『M&W』previewライブ映像Ver. B) |         |  |

## Ficha técnica
- Mao – vocal
- Shinji – guitarra
- Aki – baixo
- Yūya – bateria